# 四元群

Q的環圖。每一種顏色代表連結至單位元(1)之任一元素的次方。例如，紅色的環反映了、 和 ，亦反映了、 和 。

在群論裡，四元群 {\displaystyle Q_{8}} (Quaternion Group) 是指一個階為8的非交換群，常被簡寫為 {\displaystyle Q}，且用乘法的形式表示。包含下列8個元素：
{\displaystyle Q=\{1,i,j,k,-1,-i,-j,-k\}}
其中，{\displaystyle 1} 代表單位元素，且 {\displaystyle (-1)^{2}=1}。對於每個元素 {\displaystyle a\in Q}，有 {\displaystyle (-1)a=-a=a(-1)} 的關係。另外，
{\displaystyle i^{2}=j^{2}=k^{2}=ijk=-1}
{\displaystyle Q} 的凱萊表如下：
|    | 1  | i  | j  | k  | −1 | −i | −j | −k |
| -- | -- | -- | -- | -- | -- | -- | -- | -- |
| 1  | 1  | i  | j  | k  | −1 | −i | −j | −k |
| i  | i  | −1 | k  | −j | −i | 1  | −k | j  |
| j  | j  | −k | −1 | i  | −j | k  | 1  | −i |
| k  | k  | j  | −i | −1 | −k | −j | i  | 1  |
| −1 | −1 | −i | −j | −k | 1  | i  | j  | k  |
| −i | −i | 1  | −k | j  | i  | −1 | k  | −j |
| −j | −j | k  | 1  | −i | j  | −k | −1 | i  |
| −k | −k | −j | i  | 1  | k  | j  | −i | −1 |

需要特別留意，這個群不是交換群，例如 {\displaystyle ij=-ji\neq ji}。{\displaystyle Q} 有著漢彌爾頓群較不常見的性質：每一個 {\displaystyle Q} 的子群都是其正規子群，但這個群不是交換的。每一個漢彌爾頓群都會含有一個或多個 {\displaystyle Q}。
在抽象代數裡，可以造出一個其基底為 {\displaystyle \{1,i,j,k\}} 的四維實向量空間，並使用上面的乘法表和分配律來形成一個結合代數，稱為一個四元數的除環。需要注意的是，這不是在 {\displaystyle Q} 上的群代數（其應該是8維的）。相反地，也可以先由四元數開始，再「定義」出由八個元素 {\displaystyle \{1,i,j,k,-1,-i,-j,-k\}} 所組成之乘法子群作為四元群。
{\displaystyle i,j,k} 都是 {\displaystyle Q} 中階為4的元素，任意選擇其中兩個就可以生成出整個群。{\displaystyle Q} 有著下列的展現 (presentation)：
{\displaystyle \langle x,y\mid x^{4}=1,x^{2}=y^{2},yxy^{-1}=x^{-1}\rangle }
其中可以取 {\displaystyle i=x}、{\displaystyle j=y} 及 {\displaystyle k=xy}。
{\displaystyle Q} 的中心及交換子群為 {\displaystyle \{1,-1\}}。其商群 {\displaystyle Q/\{1,-1\}} 同構於克萊因四元群 (Klein four-group) {\displaystyle V}。而 {\displaystyle Q}的內自同構群 (Inner Automorphism Group) 同構於 {\displaystyle Q} 同餘其中心，且因此也會同構於克萊因四元群。{\displaystyle Q} 的自同構群會同構於對稱群 {\displaystyle S_{4}}。{\displaystyle Q} 的外自同構群因此為 {\displaystyle S_{4}/V\cong S_{3}}。
四元群 {\displaystyle Q} 亦可視為是作用於在有限體 {\displaystyle \mathbf {GF} (3)} 上之二維向量空間的八個非零元素。關於其圖像，請見圖像化GL(2,p)（页面存档备份，存于）。

## 廣義四元群
一個群若被稱為廣義四元群，則表示其有一個展現
{\displaystyle \langle x,y\mid x^{2^{n-1}}=1,x^{2^{n-2}}=y^{2},yxy^{-1}=x^{-1}\rangle }
其中 {\displaystyle n>3} 為整數。這個群的階為 {\displaystyle 2^{n}}。原本的四元群為 {\displaystyle n=3} 時的特例。廣義四元群可以被理解為單位四元數的子群，其生成元 (generator) 為
{\displaystyle x=e^{2\pi i/2^{n-1}}}
{\displaystyle y=j\,}
廣義四元群是雙循環群此一更大類型的一類。廣義四元群有著每個交換子群都是循環群的性質。可證明一具有此性質（每個交換子群都是循環群）的有限p-群若不是循環群就是廣義四元群。

## 另見
- 四元數
- 克萊因四元群
- 雙循環群
- 赫爾維茨四元數
- 十六胞